# ساسكو
الشركة السعودية لخدمات السيارات والمعدات (ساسكو) هي شركة مساهمة سعودية، تأسست الشركة بتاريخ 23 ذي الحجة 1402 هـ الموافق 12 أكتوبر عام 1982، ويتلخص نشاطها في تملك مراكز لخدمة السيارات والمسافرين واستراحات وموتيلات ومطاعم ونقل المحروقات وبيعها واستيراد وبيع المعدات والأدوات المنزلية والأغذية على الطرق مدعمة بوسائل الإسعاف والصيانة الحديثة واستيراد وبيع الخامات الخاصة بالإنشاء والتشغيل وشراء واستئجار العقارات وتشغيل نادي للسيارات يصدر رخص القيادة الدولية ودفاتر العبور الجمركية تربتيك، ويبلغ رأس مال الشركة 600 مليون ريال سعودي.

## تاريخ الشركة
تأسست ساسكو بتاريخ 23 ذوالحجة 1402هـ الموافق 12 أكتوبر 1982م.

## نشاط الشركة
تمتلك وتدير محطات و مراكز لخدمات السيارات والمسافرين وموتيلات ومطاعم وتموينات داخل المدن وعلى الطرق السريعة ونادي للسيارات يصدر رخص القيادة الدولية ودفاتر العبور الجمركية (تريبتك) ويعمل على دعم نشاط رياضة السيارات والسياحة وإصدار دفاتر (التير) وخدمات النقل البري للمواد البترولية.

## البيانات
| تاريخ التأسيس | تاريخ الادراج | الرمز الدولي | نهاية السنة المالية | مراجعي الحسابات                                |
| ------------- | ------------- | ------------ | ------------------- | ---------------------------------------------- |
| 12-10-1982    | -             | SA0007870070 | 31/12               | شركة العظم والسديري وآل الشيخ وشركاؤهم (Crowe) |

## ملف الأسهم
| رأس المال المصرح به (ريال سعودي) | عدد الأسهم المصدرة | رأس المال المدفوع (ريال سعودي) | القيمة الاسمية للسهم | القيمة المدفوعة للسهم |
| -------------------------------- | ------------------ | ------------------------------ | -------------------- | --------------------- |
| 600,000,000                      | 60,000,000         | 600,000,000                    | 10                   | 10                    |

* آخر تحديث :2018-05-23
تغيرات في راس المال
| تاريخ اعلان التوصية | نوع الإصدار     | تاريخ الاستحقاق | رأس المال الجديد | رأس المال السابق | الفرق التراكمي | ملاحظات |
| ------------------- | --------------- | --------------- | ---------------- | ---------------- | -------------- | ------- |
| 2018-03-13          | منحة اسهم       | 2018-05-22      | 600,000,000      | 540,000,000      | + 0            |         |
| 2014-11-27          | منحة اسهم       | 2015-05-06      | 540,000,000      | 450,000,000      | - 60,000,000   |         |
| 2005-12-21          | منحة اسهم       | 2006-03-27      | 450,000,000      | 300,000,000      | - 150,000,000  |         |
| 2001-05-22          | تخفيض رأس المال | 2001-11-29      | 300,000,000      | 600,000,000      | - 300,000,000  |         |

*آخر تحديث: 2021/06/17
- المصدر: إفصاح[4]